# Romeins-Parthische Oorlog (161-166)

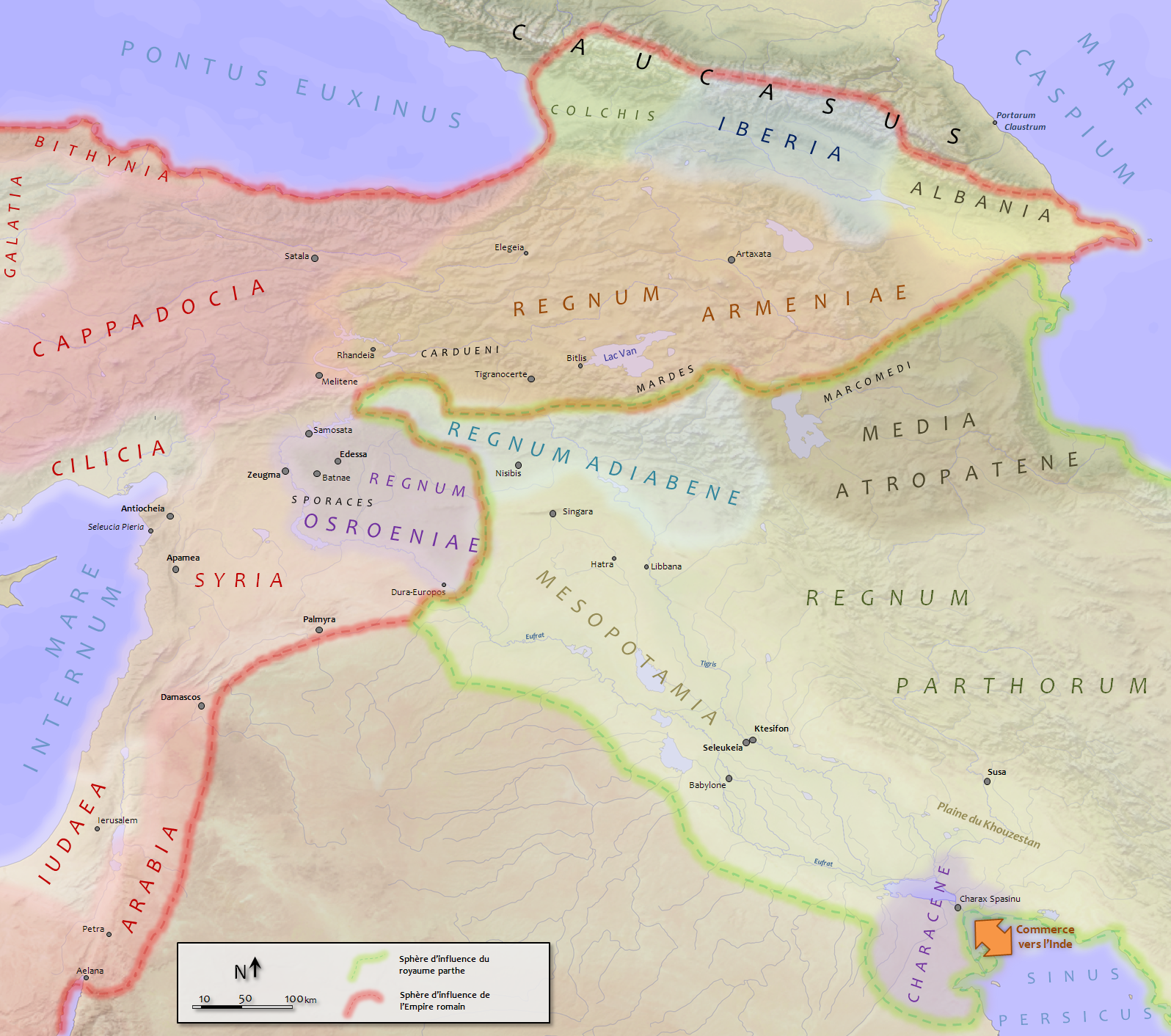
Situatie tijdens de regering van Hadrianus en Antoninus Pius

De Romeins-Parthische Oorlog (161-166) of soms de Parthische Oorlog van Lucius Verus genoemd, is een oorlog, die plaatsvond tussen de Romeinen en de Parthen, tijdens de regering van Marcus Aurelius.

## Achtergrond
Na de Veldtocht van keizer Trajanus in 117, trok keizer Hadrianus zijn troepen terug uit de pas veroverde gebieden Mesopotamia en Armenia en hernieuwde met de Parthen, de Vrede van Rhandeia. De Eufraat werd de grens.
Toen de Romeinse keizer Antoninus Pius in 161 stierf, zette de Parthische koning Vologases IV zijn eigen zoon Bakur op de Armeense troon, een schending van de Vrede van Rhandeia.

## Wankel begin
Na meer dan twintig jaar vrede onder Antoninus Pius stond het leger niet scherp. De gouverneur van Syria, Lucius Attidius Cornelianus was aan het eind van zijn termijn en de gouverneur van Cappadocia, Marcus Sedatius Severianus, maakte er een potje van, om met een legioen de vijand te lijf te gaan.
Dan maar de medekeizer zelf, Lucius Verus. Lucius Verus stond nu niet bepaald gekend als een militair leider. Volgens de Historia Augusta, zou het goed zijn voor een keizer om een oorlog van dichtbij mee te maken.. Hij zal het gros van de tijd doorbrengen in Antiochië, het logistiekcentrum.

## Bekwame generaals
De Romeinse generaals Marcus Statius Priscus en Avidius Cassius moesten het opnemen tegen de bekwame Parthische generaal Chosrhoes. De slag bij Dura Europos in 165 zal beslissend zijn. Seleucia en Ctesiphon, de hoofdsteden van Parthië, links en rechts van de Tigris werden in brand gestoken.

## De Pest
In hetzelfde jaar, 165, brak de pest uit. Of de oorlog nu is gewonnen door het wapengekletter of de Pest van Antoninus blijft de vraag. Wat zeker is dat de plaag het einde van de oorlog zal versnellen.

## Gevolgen
De Romeinen waren de grote overwinnaars, voor de Parthen betekende dit het begin van het einde van het Parthische Rijk. Een grote domper op de feestvreugde was, dat de soldaten de pest binnenbrachten in het Romeinse Rijk. Het dodental schat men op 5 miljoen inwoners.
De Romeins-Parthische oorlog mocht dan wel afgelopen zijn, maar dit had wel een enorme troepenverplaatsing met zich meegebracht en een verzwakking van de defensie aan de Donaulimes. In 166 staken de Marcomannen de Donau over, het begin van de Marcomannenoorlog